# Aleksandr Vasilevich Kuprin (pintor)
Aleksandr Vasilevich Kuprin (em russo: Александр Васильевич Куприн) (10 [22] de março de 1880, Borisoglebsk, Gubernia de Voronej — 18 de março de 1960, Moscou) foi um pintor paisagista russo-soviético, foi fundador, membro da direção e tesoureiro do grupo de vanguarda Valete de Diamantes, membro correspondente da Academia de Artes da URSS (1954) e laureado com o título honorário de Artista Emérito da República Socialista Federativa Soviética da Rússia (1956).

## Biografia
Aleksandr Kuprin nasceu na pequena cidade de Borisoglebsk, onde seu pai lecionava na escola municipal. A partir de 1893, a família passa a morar em Voronej e, até 1896, Kuprin estudou no ginásio de Voronej. Porém, com a morte do pai e a falta de recursos, Kuprin começa a trabalhar como escrevente na administração da malha ferroviária Sudeste. Nesse período, seu interesse pela Arte o leva a frequentar aulas noturnas e gratuitas na escola de pintura e desenho do Círculo de artistas amadores. Em 1902, decidido a tornar-se artista, muda-se para São Petersburgo.
Kuprin estudou na escola L. E. Dmittriev-Kavkazkiy até 1904. Depois mudou-se para Moscou e por dois anos frequentou o estúdio de K. F. Yuon e I. O. Dudin. Em 1906, ingressou na Escola de Pintura, Escultura e Arquitetura de Moscou. Em fevereiro de 1907, tendo contraído tuberculose, precisou mudar-se para a Crimeia seguindo orientação médica. Em 1908, os médicos permitiram seu retorno a Moscou e Kuprin retomou suas atividades na escola, participando das oficinas de A. E. Arkhipov e L. O. Pasternak. 
Em 1909, pela primeira vez, Kuprin participa do salão da revista "O velo de ouro", onde se reunia tudo que havida sido criado nos últimos anos sob a influência das mais novas correntes da arte francesa. Em 1910, ele foi compelido a deixar a escola e se tornou um dos membros ativos do grupo artístico "Valete de Ouros". Nos 14 anos subsequentes a esse período, predomina em suas obras a natureza-morta em estilo cubista.